# Yapen Waropen
A regência das Ilhas Yapen (em indonésio: Yapen Waropen; podendo ser aportuguesada para Jóbi ou Japém) é uma regência (kabupaten) da província de Papua, no leste do país. Ela cobre uma área de 2.432,49 km2 e possui uma população de 115.056 habitantes, segundo o censo parcial de 2023.

## Geografia
A regência inclui ilhas pertencentes ao arquipélago de Japém, incluindo a ilha principal de mesmo nome. Sua capital é Serui. A zona na qual a regência se encontra é sismicamente ativa, um terremoto de magnitude 7.5 atingiu a região em 1979, provocando um tsunami e tirando a vida de 115 pessoas.

### Divisões Administrativas
A regência das Ilhas Japém compreendia, em 2010, 12 distritos (distrik); no entanto, em 2018, quatro distritos adicionais foram criados (Anotaurei, Pulau Kurudu, Pulau Yerui and Yawakukat), trazendo para um total de 16, que são adicionalmente subdivididos em 165 "vilas". A ilha de Kurudu (Pulau Kurudu) é localizada a leste de Japém, a ilha de Num (Pulau Yerui) está a oeste, e as ilhas Ambai se encontram nas imediações sul da ilha principal.
| Código Wilayah | Nome do Distrito (distrik)         | Área em km2 | População (Censo de 2010) | População (Censo de 2020) | População (Censo parcial de 2023) | Centro Administrativo | Nº de vilas | Código Postal |
| -------------- | ---------------------------------- | ----------- | ------------------------- | ------------------------- | --------------------------------- | --------------------- | ----------- | ------------- |
| 91.05.03       | Yapen Timur (Yapen Oriental)       | 168,96      | 4.618                     | 6.969                     | 7.098                             | Dawai                 | 11          | 98644         |
| 91.05.07       | Pantura Yapen (Yapen Setentrional) | 286,41      | 2.304                     | 2.920                     | 3.330                             | Yobi                  | 7           | 98645         |
| 91.05.09       | Teluk Ampimoi (Baía de Ampimoi)    | 266,04      | 3.416                     | 3.224                     | 4.114                             | Randawaya             | 11          | 98642         |
| 91.05.08       | Raimbawi                           | 176,93      | 2.455                     | 1.481                     | 1.755                             | Waindu                | 7           | 98641         |
| 95.05.13       | Pulau Kurudu (Ilha Kurudu)         | 21,49       | (a)                       | 1.597                     | 1.669                             | Kirimbri              | 8           | 98643         |
| 91.05.04       | Angkaisera                         | 68,72       | 8.046                     | 7.240                     | 7.463                             | Menawi                | 11          | 98655         |
| 91.05.10       | Kepulauan Ambai (Ilhas Ambai)      | 27,39       | 3.656                     | 4.200                     | 5.033                             | Ambai                 | 18          | 98653         |
| 91.05.01       | Yapen Selatan (Yapen Meridional)   | 34,48       | 38.032                    | 39.814                    | 36.185                            | Serui                 | 13 (b)      | 98612 -98627  |
| 91.05.06       | Kosiwo                             | 362,79      | 3.781                     | 5.391                     | 4.287                             | Tatui                 | 15          | 98632         |
| 91.05.02       | Yapen Barat (Yapen Ocidental)      | 243,16      | 7.831                     | 9.242                     | 10.320                            | Ansus                 | 17 (c)      | 98648         |
| 91.05.11       | Wonawa                             | 123,72      | 3.153                     | 2.916                     | 3.574                             | Wooi                  | 10          | 98647         |
| 91.05.14       | Pulau Yerui (Ilha de Num)          | 90,06       | (d)                       | 827                       | 1.022                             | Miosnum               | 5           | 98646         |
| 91.05.05       | Poom                               | 123,16      | 3.128                     | 3.255                     | 4.142                             | Poom                  | 8           | 98652         |
| 91.05.12       | Windesi                            | 222,04      | 2.530                     | 2.493                     | 3.642                             | Windesi               | 9           | 98651         |
| 91.05.15       | Anotaurei                          | 23,80       | (e)                       | 17.683                    | 15.527                            | Antorei               | 8 (c)       | 98631         |
| 95.05.16       | Yawakukat                          | 90,34       | (f)                       | 3.436                     | 3.887                             | Woniwon               | 7           | 98654         |
|                | Totals                             | 2.432,49    | 82.951                    | 112.676                   | 115.056                           |                       | 165         |               |

Notas: O Distrito de Kepulauan Ambai consiste em 17 ilhas; o Distrito de Yapen Barat inclui 20 ilhas costeiras, enquanto o Distrito de Angkaisera inclui três ilhas costeiras e o Distrito de Wonawa inclui cinco ilhas costeiras.
(a) o número de 2010 para o Distrito de Pulau Kurudu está incluído no do Distrito de Yapen Timur, do qual foi desmembrado. (b) incluindo 3 kelurahan - Serui Jaya, Serui Kota e Tarau.
(c) incluindo 1 kelurahan (o centro do distrito). (d) o número de 2010 para o Distrito de Pulau Yerui está incluído no do Distrito de Yapen Barat, do qual foi desmembrado.
(e) o número de 2010 para o Distrito de Aotaurei está incluído no do Distrito de Yapen Selatan, do qual foi desmembrado.
(f) o número de 2010 para o Distrito de Yawakukat está incluído no do Distrito de Angkaisera, do qual foi desmembrado.

## Clima
Serui, capital das ilhas Japém, possui um clima tropical húmido (Af), com fortes chuvas o ano todo.
| Dados climáticos para Serui  | Dados climáticos para Serui | Dados climáticos para Serui | Dados climáticos para Serui | Dados climáticos para Serui | Dados climáticos para Serui | Dados climáticos para Serui | Dados climáticos para Serui | Dados climáticos para Serui | Dados climáticos para Serui | Dados climáticos para Serui | Dados climáticos para Serui | Dados climáticos para Serui | Dados climáticos para Serui |
| Mês                          | Jan                         | Fev                         | Mar                         | Abr                         | Mai                         | Jun                         | Jul                         | Ago                         | Set                         | Out                         | Nov                         | Dez                         | Ano                         |
| ---------------------------- | --------------------------- | --------------------------- | --------------------------- | --------------------------- | --------------------------- | --------------------------- | --------------------------- | --------------------------- | --------------------------- | --------------------------- | --------------------------- | --------------------------- | --------------------------- |
| Média alta °C (°F)           | 30.4 (86.7)                 | 30.3 (86.5)                 | 30.3 (86.5)                 | 30.5 (86.9)                 | 30.4 (86.7)                 | 29.8 (85.6)                 | 29.2 (84.6)                 | 29.4 (84.9)                 | 29.9 (85.8)                 | 30.3 (86.5)                 | 30.5 (86.9)                 | 30.5 (86.9)                 | 30.13 (86.21)               |
| Média diária °C (°F)         | 26.4 (79.5)                 | 26.4 (79.5)                 | 26.4 (79.5)                 | 26.6 (79.9)                 | 26.6 (79.9)                 | 26.1 (79)                   | 25.6 (78.1)                 | 25.7 (78.3)                 | 26.0 (78.8)                 | 26.3 (79.3)                 | 26.5 (79.7)                 | 26.5 (79.7)                 | 26.26 (79.27)               |
| Média baixa °C (°F)          | 22.5 (72.5)                 | 22.5 (72.5)                 | 22.6 (72.7)                 | 22.7 (72.9)                 | 22.8 (73)                   | 22.5 (72.5)                 | 22.1 (71.8)                 | 22.1 (71.8)                 | 22.2 (72)                   | 22.4 (72.3)                 | 22.6 (72.7)                 | 22.6 (72.7)                 | 22.47 (72.45)               |
| Precipitação média mm (pol.) | 267 (10.51)                 | 277 (10.91)                 | 317 (12.48)                 | 217 (8.54)                  | 251 (9.88)                  | 248 (9.76)                  | 246 (9.69)                  | 279 (10.98)                 | 234 (9.21)                  | 236 (9.29)                  | 224 (8.82)                  | 286 (11.26)                 | 3 082 (121,33)              |
| Fonte: Climate-Data.org      |                             |                             |                             |                             |                             |                             |                             |                             |                             |                             |                             |                             |                             |